# Ralph Barton Perry
Ralph Barton Perry (Poultney, Vermont, 3 de juliol de 1876 − Boston, Massachusetts, 22 de gener de 1957) va ser un filòsof estatunidenc.
Es va educar a Princeton i a la Universitat Harvard. Va ser professor de filosofia durant tres anys a les escoles Williams i Smith, va ser instructor (1902-1905), professor ajudant (1905-1913), professor (1913-1930) i professor de filosofia a la càtedra Edgar Pierce (1930-1946). Va ser president de la divisió oriental de l'American Philosophical Association en el curs 1920-1921.
Deixeble de William James, publica l'obra Essays in Radical Empiricism el 1912, Perry va esdevenir un dels líders del moviment del New Realisme.
Perry va advocar per una teoria naturalista del valor i una teoria neorealista de la percepció i el coneixement. Va escriure una cèlebre biografia de William James, que va guanyar el Premi Pulitzer de Biografia o Autobiografia el 1936, i va procedir a una revisió del seu enfocament crític respecte al coneixement natural. Com a membre actiu d'un grup de filòsofs neorealistes americans, va elaborar al voltant de 1910 el programa del nou realisme. No obstant això, aviat es va allunyar de l'ontologia moral i espiritual, i es va dirigir a una filosofia de la desil·lusió. Perry va ser un defensor de la democràcia militant: en les seves paraules "total, però no totalitària".

## Obres fonamentals
- The Moral Economy (1909), Nova York: Charles Scribner's Son
- The Approach to Philosophy (1905), Nueva York, Chicago y Boston: Charles Scribner's Son